# Ardres
Ardres település Franciaországban, Pas-de-Calais megyében. Lakosainak száma 4393 fő (2022. január 1.). Ardres Guemps, Louches, Nielles-lès-Ardres, Nortkerque, Les Attaques, Autingues, Balinghem és Brêmes községekkel határos.

## Népesség
A település népességének változása:
| Lakosok száma | 4287 | 4320 | 4498 | 4405 | 4403 | 4403 | 4404 | 4398 | 4393 |
|               | 2013 | 2015 | 2016 | 2017 | 2018 | 2019 | 2020 | 2021 | 2022 |